# Green Island (Western Australia)
Green Island ist eine unbewohnte, felsige Insel im Indischen Ozean, 50 Meter vor der Südküste von Rottnest Island, die zum australischen Bundesstaat Western Australia gehört. Der Felsen bildet den südwestlichen Abschluss der Bucht Nancy Cove, die Teil der Salmon Bay ist. Green Island ist 70 Meter lang und 30 Meter breit.